# Sincerely
Sincerely es el álbum debut de la cantante de j-pop japonesa melody., que fue lanzado el 21 de enero de 2004 en Japón, bajo Toy's Factory.

## Lista de canciones
1. "All Night Long" (3:19)
2. "Dreamin' Away: English Version" (3:15)
3. "Angel Angel Angel" (4:45)
4. "Crystal Love" (5:28)
5. "Don't Let Go" (4:38)
6. "Flower Bed" (4:03)
7. "Simple As That" (4:21)
8. "Just Be A Man" (3:40)
9. "Over the Rainbow" (3:16)
10. "Soon You'll Be Alone" (4:02)
11. "Sincerely" (6:03)
12. "You Want This: 24 Seven" (3:30)
13. "Precious Baby" (5:16)
14. "Once Again" (5:37)

- Datos: Q1074911